# Marijke Pinoy
Marijke Pinoy (Menen, 19 augustus 1958) is een Belgische actrice.

## Levensloop
Pinoy speelde verschillende bijrollen in televisieseries (waaronder Sedes & Belli) en korte films. In 2007 was ze te zien op het witte doek in de film Ben X. Verder speelt ze vooral in theater, specifiek in haar eigen groep: Compagnie Cecilia. In 2006 was ze de centrale gast voor theater op Theater Aan Zee. In het najaar van 2008 zat ze samen met bioloog Dirk Draulans en stylingspecialiste Tiany Kiriloff in de jury van het VTM-programma Moeders & dochters. Dat programma ging op zoek naar het mooiste en sterkste moeder-dochterduo van Vlaanderen.
Pinoy is de moeder van onder anderen actrice Lotte Pinoy.
Voor de verkiezingen voor de kamer van volksvertegenwoordigers van 2007 kreeg Pinoy de vijftiende plaats op de Oost-Vlaamse Groen!-Kamerlijst. Bij de Vlaamse verkiezingen in 2009 stond Pinoy weer op de Groen!-lijst in Oost-Vlaanderen, eveneens als voor de federale verkiezingen van 2010, waarvoor ze de 16de plaats kreeg toegewezen. Voor de gemeenteraadsverkiezingen van 2012 stelde ze zich kandidaat op de Groen-lijst van Evergem, maar raakte niet verkozen.
Zij was op 7 september 2018 een van de tientallen artiesten uit allerlei landen die hun handtekening zetten onder een open brief in de Britse krant The Guardian gericht aan de organisatoren van het Eurovisiesongfestival dat in 2019 in Israël gehouden moest gaan worden. In de brief vroegen zij dringend het songfestival in een ander land te houden, waar de mensenrechten beter geëerbiedigd zouden zijn. Zolang de Palestijnen geen vrijheid, gerechtigheid en gelijke rechten genoten, kon er volgens hen geen sprake zijn van "business as usual" met een staat die de basisrechten van de Palestijnen onthield.
In 2025 won ze de Ultima voor Algemene Culturele Verdienste 2024.

## Theater
- NTGent - Frans Woyzeck (2011), als Margriet
- De Werf Brugge - Zwijg Kleine (1998), als Jacqueline

## Film en televisie

### Televisieseries
- Familie (1992) - gastrol als Kristien, een vriendin van Monique
- Wittekerke (1993-1994) - Véronique Lemaître
- Windkracht 10 (1997) - gastrol als moeder van Katrien
- Recht op Recht (1999-2002) - gastrol als de Moeder van Bjorn (1999), gastrol als Natasja (2000), gastrol als Gini Plaatsnijder (2001) en gastrol als Ingrid De Potter (2002)
- W817 (2002) - gastrol als mevrouw Berckmans
- De Smaak van De Keyser (2008-2009) - Martine Reeckmans (oud)
- LouisLouise (2009) - gastrol als Mia Coucke
- Los zand (2009) - Mieke
- Witse (2006 en 2009) - gastrol als Agnes Leemans en Milène De Smet
- Red Sonja (2012) - Viv
- Danni Lowinski (2012) - gastrol als Erika
- Zone Stad (2013) - gastrol als moeder van Esther
- In Vlaamse velden (2013) - Suzanne Pelckmans
- The Team (2015) - Justine Verbeek
- Nonkels (2022) - gastrol als Mammie Thérèse

### Korte films
- Beste papa (1991)
- Kurrel & Co (1999) - Thérèse
- Buiten adem! (1999)
- Love Machine (2003)
- Groenendael (2004) - Alies
- Aan zee (2004) - Mia
- Of cats & women (2007) - Ariël
- Onder Invloed (2013) - Ineke
- Hotel Mama (2017)
- Portrait of a disappearing woman (2023) - Sabine

### Films
- Het gezin van Paemel (1986) - Romanie
- De zevende hemel (1993) - receptioniste
- Man van staal (1999) - Victors moeder
- Buitenspel (2005) - Lies' moeder
- Een ander zijn geluk (2005) - klant in de droogkuis
- Vidange perdue (2006) - Sylvia
- Ben X (2007) - Bens moeder
- Small Gods (2007) - Moeder
- Problemski Hotel (2015)
- Belgica (2016) - Diane
- Waarom Wettelen (2024) - Tante Sherry[3]

- Biblioteca Nacional de España: XX4834368
- Bibliothèque nationale de France: cb146953924 (data)
- Gemeinsame Normdatei: 138151105
- International Standard Name Identifier: 0000 0001 1952 403X
- Library of Congress Control Number: no2008143457
- Nationale Bibliotheek van Israël: 987012469220405171
- Système universitaire de documentation: 14312109X
- Virtual International Authority File: 88208948
- WorldCat: E39PBJdGQJGHcxbdbRX6TjmPQq